# Михаило Јарошенко
Михаило Јарошенко (рус. Михаило Симонович Ярошенко; Белгород, 17. септембар 1893 — Љубљана, 15. јул 1936) је био пилот и то један од тројице првих пилота у првој југословенској авио-компанији Друштво за ваздушни саобраћај А. Д. Аеропут.
Погинуо је у авионској несрећи путничког авиона Аеропута типа Спартан Крузер под називом „Ниш“ регистарских ознака YU-SAP којим је пилотирао. Несрећа се догодила на редовној линији Љубљана - Сушак у среду 15. јула 1936. године, у 5  50  ујутру непосредно по узлетању авиона са аеродрома у Љубљани.

## Биографија
Рођен је 17. септембар 1893. године, у месту Белгороду, Руска Империја, основну школу и реалку је завршио у родном месту а агрономију у Харкову. Почетком светског рата као добровољац упућен је у Француску да учи пилотажу и аеро-наутику. Био је годину дана и у Енглсекој а у Русију се враћа 1917. као официр. Активно је учествовао у грађанском рату на страни белогардејаца био је и рањаван. Пре доласка црвеноармејаца у Харков он је авионом побегао из њега. У току револуције му је страдао отац а о судбини мајке и брата ништа није знао. У Југославију је дошао са првом групом руских избеглица 1920. године. Са породицом се настањује у Земуну где живи до краја живота.

## Радна биографија

### Први светски рат
За време Првог светског рата летео је у Француској, Енглеској и Русији. У ратним операцијама је учествовао све до 1920. године када одлази у Југославију.

### Војно Ваздухопловство краљевине СХС/Југославије
Доласком у Југославију 1920. године, одмах је примљен у војно ваздухопловство. У то време југословенском војном ваздухопловству су били потребни стручњаци свих струка и профила па пошто је био добар и искусан пилот ангажован је као пилот и наставник летења по уговору. У војном ваздухопловству Краљевине Југославије ради све до 1927. године када прелази у Аеропут. Михаило Јарошенко преласком у цивилне саобраћајне пилоте је преведен у резервни састав војске, тако да је био резервни официр југословенског краљевског ратног ваздухопловства (ЈКРВ) и поред свих својих летачких обавеза у Аеропуту, одржавао је тренажу и на ратним авионима до краја свог живота.

### Аеропут
Одмах по оснивању Аеропута 1927. ово друштво је ангажовало за прве пилоте руске ветеране Владимира Стрижевског, Михаила Јарошенка и Виктора Никитина. Било је то за њих, искушење летачке професије, авион постаје нешто више, од до тада провереног борбеног средства, постаје путничко средство које путницима треба да обезбеди сигурност, тачност, редовност и удобност. Из године у годину нижу се сати и километри саобраћајног пилота М. Јарошенка који је као и остали пилоти друштва готово стално на аеродрому, око авиона или у ваздуху. Искушења је били много, у релативно крхким авионима, сложеним временским условима, уз навигационе и друге недаће путнички летови су били права авантура. Пилоти су морали да рачунају са многим факторима који им често нису ишли у прилог. У току рада код Аеропута у коме је провео пуних девет година, М. Јарошенко је прелетео 750.000 km што је за то време био веома велики успех.

### Аероклуб
Као врсни летач и заљубљеник у плаве висине, М. Јарошенко се радо одазивао позивима да лети за потребе Аероклуба, који је у то време интензивно радио на популаризацији ваздухопловства. Познат је био по томе што је извршио први лет нашим првим цивилним авионом, којег је набавио 1923. године скопски аероклуб. На јавним приредбама пилотирао је спортским авионима и био веома омиљен у Јужној Србији где вршио пропагандне летове. Често је на оваквим приредбама обављао такозвана „ваздушна крштења“, возећи авионом по први пут оне који су се одважили да то и искусе. У току свог пилотског стажа готово да није било авиона на нашем небу тога доба којим није летео М. Јарошенко, било као: војни пилот и наставник летења, пробни пилот Икаруса, члан Аероклуба или саобраћајни пилот Аеропута, то је једноставно тада била неминовност јер је пилота било веома мало.

## Несрећа
Авионска несрећа путничког авиона Аеропута типа Спартан Крузер под називом „Ниш“ регистарских ознака YU-SAP догодила се на редовној линији Љубљана - Сушак у среду 15. јула 1936. године, у 5  50  ујутру непосредно по узлетању авиона са аеродрома у Љубљани. Тромоторни авион је по реду летења требало да полети у 5, 30 часова али је сачекао на писти два путника који су каснили на лет. Тог јутра је била над аеродромом густа магла која се полако дизала. У 5 h 45 min авион је узлетео са 15 минута закашњењења. Сама магла се пре узлетања била подигла тако да су се стекли услови за лет. Међутим, одмах након узлетања, чим се подигао на већу висину авион је био склопљен облацима магле која се дизала. При покушају надлетања првог брда, које се налазило три километра јужно од аеродрома, авион је у условима слабе видљивости закачио стајним трапом неколико јела над шумом, да би се потом уз страховит трасак обрушио на брдо Головца код села Хрушчица на само пет километара од центра Љубљане. У авиону је било седам лица, два члана посаде и пет путника. Сва лица у авиону су на месту погинула. Посаду авиона сачињавали су пилот Михаило Јарошенко и радио-телеграфиста Томислав Анушић.

Званично сопштење о несрећи које преноси Политика од 16. јула 1936. године. стр. 12, гласи: 
... Атмосферске прилике 15. ов. м. када се десио несрећан случај са авионом YU-SAP, биле су повољније него у већини дана у току јуна и јула месеца. Авион и мотори били су потпуно исправни, пробани пре лета и снабдевени свима потребним документима и уређајима. Авион YU-SAP набављен је 1935. године и најновији је од серије типа „Спартан“ који су у употреби у друштву „Аеропут“ у току три године. Пилот Михаило Јарошенко у служби је „Аеропута“ од оснивања друштва. Он је у служби „Аеропута“ извршио у редовном саобраћају 750.000 km, без иједног најмањег удеса и квара и спадао је у ред најбољих и најискуснијих пилота. Поводом несрећног удеса авиона YU-SAP ваздухопловна комисија, одређана од стране Команде ваздухоплоовства извршила је увиђај на лицу места и констатовала је да је до овог случаја дошло несрећним стицајем околности и нарочитих атмосферских прилика. Пилот који је полетео са аеродрома, пошто је магла била осетно слабија но других дана, узео је курс према Сушаку. Међутим, при самом надлетању брда, са јужне стране аеродрома, а на даљини од три километра, био је изненада склопљен облацима и маглом која се дизала, и тога трагичног тренутка закачио је стајним трапом врх једне врло високе јеле, што је проузроковало несрећу. (Из канцеларије одељења за цивилно ваздухопловство Штаба ваздухопловства војске В. Ц. Бр.33-81 од 15. јула 1936)
Пилот Михаило Јарошенко је сахрањен на земунском православном гробљу покрај свог колеге и друга Виктора Никитина 17. јула 1936. године уз све почасти које му припадају као угледном грађанину, војнику, пилоту и човеку.
- Пилот М. Јарошенка улази у кабину Спартан Крузера
- Надгробни споменик пилота М. Јарошенка на земунском гробљу
- Надгробни споменик пилота М. Јарошенка на земунском гробљу